# Sulcorebutia torotorensis
Sulcorebutia torotorensis là một loài thực vật có hoa trong họ Cactaceae. Loài này được (Cárdenas) F.H. Brandt miêu tả khoa học đầu tiên năm 1976.

## Hình ảnh

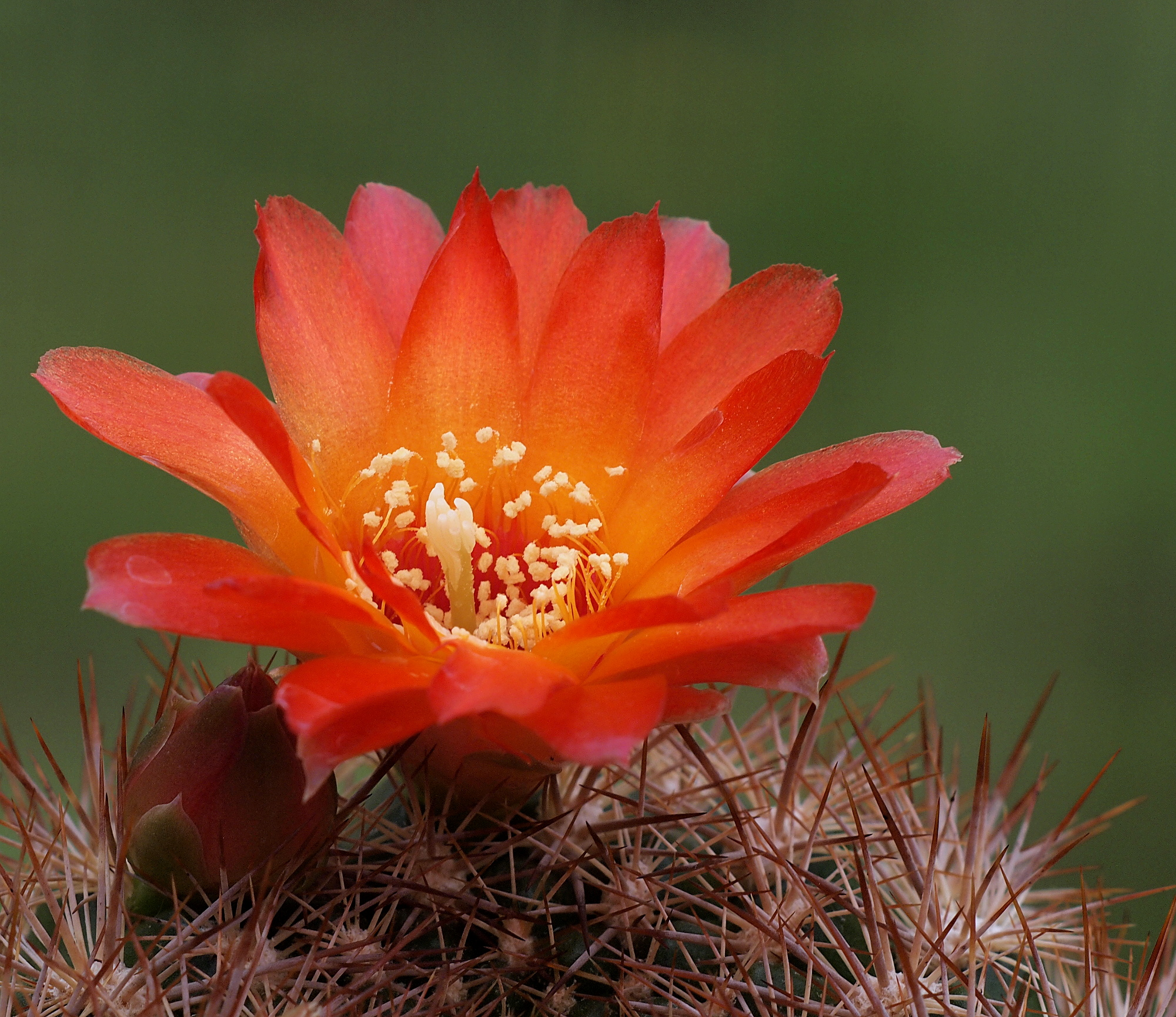